# Rathäuser in Königsberg
Es gab drei historische Rathäuser in Königsberg, nachdem die vormals unabhängigen Städte Altstadt, Löbenicht und Kneiphof 1724 von Friedrich Wilhelm I. zur Königlichen Haupt- und Residenzstadt Königsberg i. Pr. vereinigt worden waren. 

## Altstädtisches Rathaus

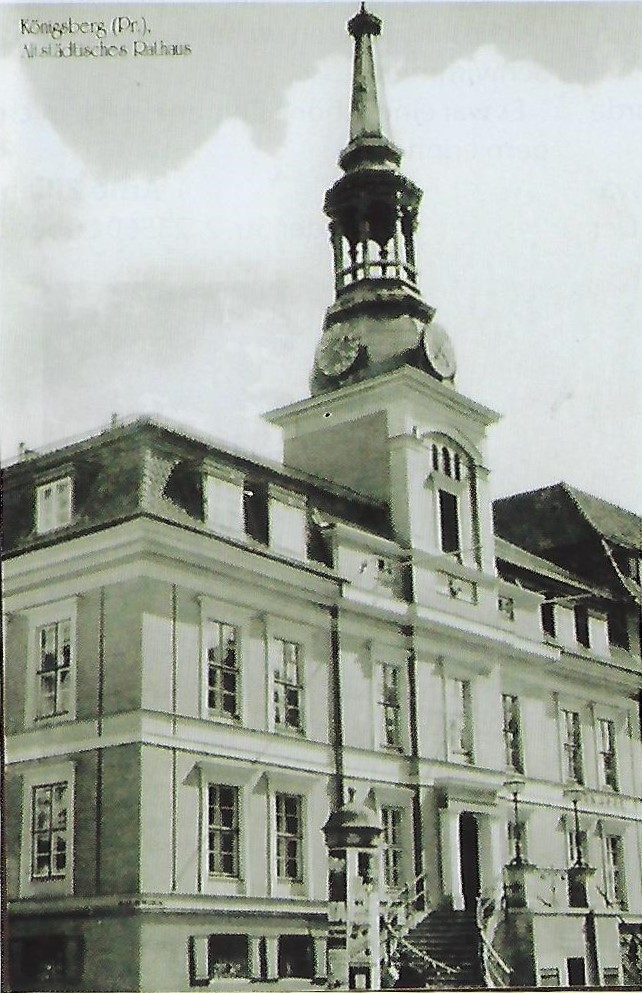
Altstädtisches Rathaus

Das Altstädtische Rathaus stand am Altstädtischen Markt. Nach 1724 diente es als Stadtgericht und als Stadtarchiv. Das gotische Gebäude von 1528 musste 1757 einem Neubau weichen.  Durch einen Anbau in der Schmiedestraße wurde es 1832 erheblich erweitert. Ab 1907 liefen hier Handelshochschulkurse und schließlich entstand 1915 eine Handelshochschule. Diese wurde aber bald ausgegliedert und so wurde das Haus in den 1920er Jahren das Hauptgebäude der Städtischen Sparkasse. Die Luftangriffe auf Königsberg im August 1944 zerstörten ihn.
Das Altstädtische Rathaus war mit einem sogenannten Japper geschmückt. Der erste Japper wurde 1455 angebracht: Im 15. Jh. traten die drei Städte dem Preußischen Bund bei. Mit Beginn des Städtekrieges 1454 stand der Bürgermeister der Altstadt, Andreas Brunau, gegen Ordensgegner. Am 24. März 1455 brach ein Aufstand der Ordensfreunde, darunter vor allem Handwerker, gegen die Ordensfeinde aus, die den Kneiphof als Bastion nutzten. Die Ordensfeinde unterlagen in länger anhaltenden Bruderkämpfen, Bürgermeister Brunau floh. Der Japper war am altstädtischen Rathaus am Ende des Bürgerkrieges zwischen Altstadt und Kneiphof 1455 angebracht worden. Es war eine zungenbleckende Spottmaske, die hohnspottend zu den unterlegenen Kneiphöfern blickte. Beim Neubau 1528 wurde daraus ein bärtiger Kopf, der zum Schlag einer mechanischen Uhr pünktlich die Zunge herausstreckte. Das Uhrwerk dieses 1774 angebrachten Jappers wurde von einem hereinfliegenden Sperling zerstört. Darauf verspotteten die Kneiphöfer die Altstädter als „Sperlingsschlucker“. 1832 wurde schließlich der dritte Japper als vergoldeter Löwenkopf mit Stundenschlag am Rathaus angebracht. Er war bei Kindern sehr beliebt und wurde mit dem Rathaus im August 1944 zerstört.

## Kneiphöfsches Rathaus

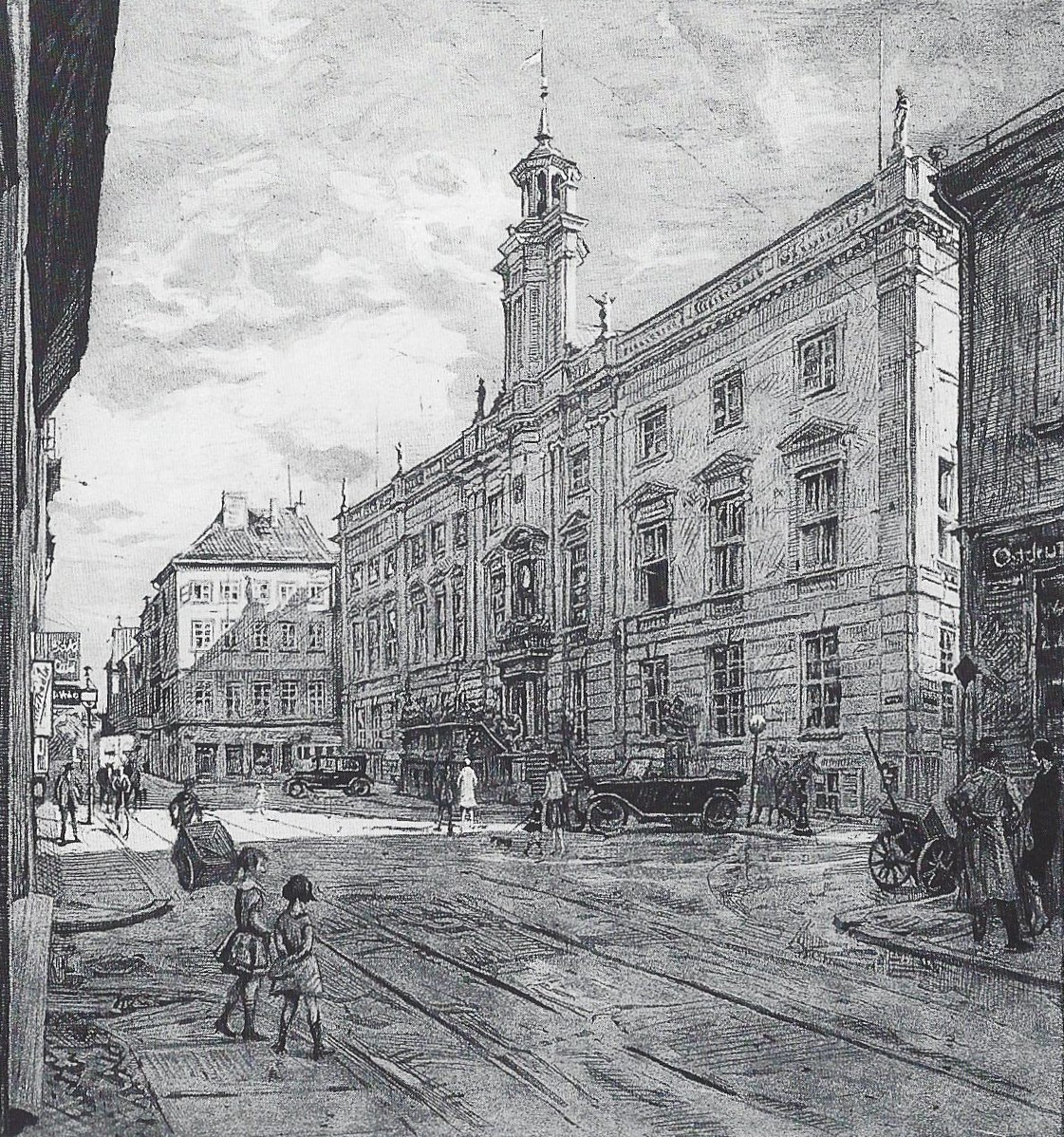
Kneiphöfsches Rathaus (Aquatinta von Heinrich Wolff)

Das Kneiphöfsche Rathaus stand in der Brodbänkengasse auf der Kneiphofinsel. Das Gebäude wurde 1387 errichtet. 1695 bis 1697 entstand ein barocker Neubau mit Pilastern und Glockentürmchen, Dachfiguren und einer vergoldeten Barocktreppe mit zwei schildhaltenden Bären. Nach 1724 blieb es Rathaus der gemeinsamen Stadt. Der Magistratssitzungssaal zeichnete sich durch eine schöne Stuckdecke aus. Rechts neben dem Rathaus stand der Junkerhof, in dessen Junkersaal die Stadtverordneten tagten. Die Räume dienten ab 1927 nur noch repräsentativen Zwecken. 1928 wurde dort ein stadtgeschichtliches Museum eingerichtet.

## Löbenichtsches Rathaus

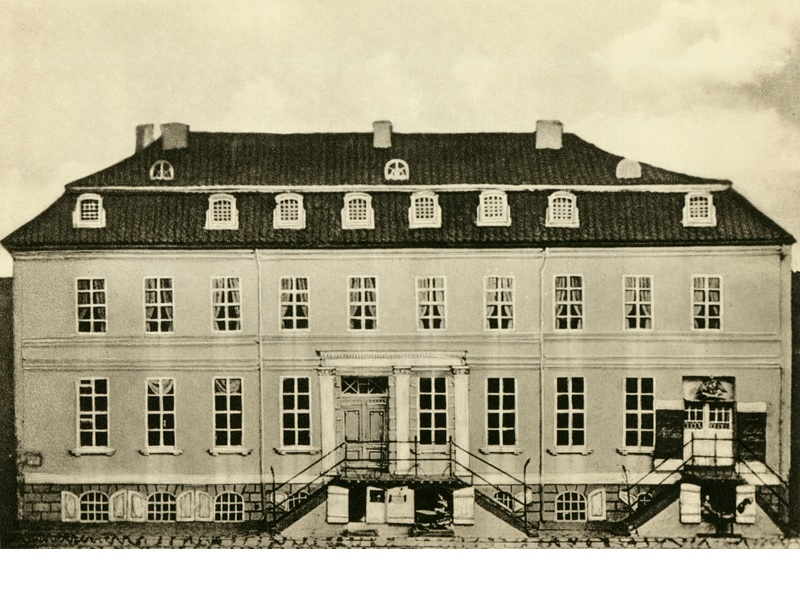
Altes Löbenichtsches Rathaus, rechts die Kantersche Buchhandlung

Das Löbenichtsche Rathaus stand in der Löbenichtschen Langgasse. Nach der Zusammenlegung wurde es Kämmereigebäude. Beim großen Brand im Löbenicht von 1764 sank auch das gotische Rathaus in Trümmer. Nach dem Wiederaufbau war es Versammlungsort der Löbenichtschen Brauerzunft und der Stadtwache. Der Buchhändler Philipp Christoph Kanter kaufte das Haus. Immanuel Kant wohnte und lehrte 1769 in einer der Mansarden. 1876 erneut abgebrannt, wurde es Redaktionsgebäude der Hartungschen Zeitung und dann des Königsberger Tageblattes. 1788 kaufte 
der Buchdrucker Gottlieb Leberecht Hartung das Haus.

## Handelshof

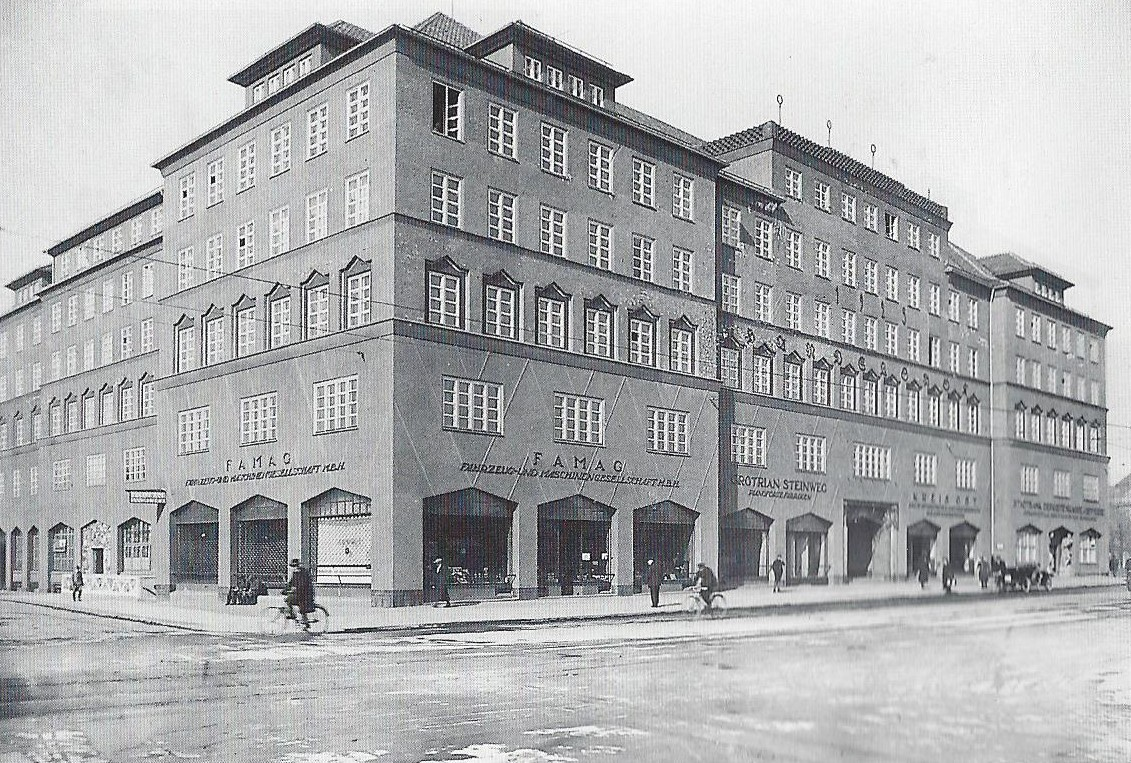
Handelshof

1923 wurde von Hanns Hopp der Handelshof am Hansaplatz gebaut. 1927 beschloss der Stadtrat, darin das neue Stadthaus einzurichten. Das stark beschädigte Gebäude erhielt nach dem Zweiten Weltkrieg eine neue Fassade und dient wieder seinem alten Zweck.